# Znětínek
Znětínek település Csehországban, a Žďár nad Sázavou-i járásban. Znětínek Pokojov, Radostín nad Oslavou, Kotlasy, Bohdalov és Pavlov településekkel határos. Lakosainak száma 214 fő (2024. január 1.).

## Népesség
A település lakosságának változását az alábbi diagram mutatja:
| Lakosok száma | 258  | 261  | 246  | 211  | 210  | 213  | 208  | 206  | 209  | 214  |
|               | 1869 | 1890 | 1921 | 1950 | 1980 | 2001 | 2017 | 2019 | 2022 | 2024 |